# 章猛进
章猛进（1946年10月— ），浙江余姚人。1968年8月参加工作，1971年4月加入中国共产党。中央党校研究生学历。原浙江省常务副省长，浙江省人大常委会副主任。

## 生平
早年任浙江省余姚县车厩社校初中部教师、公社教育干部、公社团委副书记、书记。后在杭州大学教育系行政管理专业学习，毕业后任浙江省余姚县文化教育局干部，余姚县沿江、车厩公社党委副书记、革委会副主任。1976年起任余姚县兰山公社党委书记、革委会主任，余姚县陆埠区委副书记、副区长、区长。1984年起任余姚县副书记、县长，余姚市委副书记、市长，奉化县副书记、县长，奉化市委副书记、市长，奉化市委书记，宁波市政府秘书长。1992年3月任宁波市副市长，宁波市委常委、副市长。1995年5月任浙江省水利厅厅长、党组书记。1998年1月任浙江省副省长。2003年5月任浙江省委常委、常务副省长、党组副书记。2007年2月当选为浙江省人大常委会副主任。